# اس.ال. بنفیکا
اس. ال. بنفیکا (انگلیسی: S.L. Benfica) یک باشگاه والیبال حرفه‌ای مستقر در لیسبون، پرتغال است.
«بنفیکا» ۷ عنوان قهرمانی در لیگ برتر پرتغال را کسب کرده‌است.